# Grk
Grk (szerbül: Грк), falu Bosznia-Hercegovinában, Brod községben, a Szerb Köztársaság északi régiójában. 

## Fekvése
A település Bosznia-Hercegovina északi részén, Dobojtól légvonalban 34, közúton 47 km-re északra, községközpontjától légvonalban 12, közúton 21 km-re délre fekvő dombvidéken, 110-177 méteres magasságban fekszik.

## Népessége
| Nemzetiségi csoport | Népesség 1991 | Népesség 2013 |
| ------------------- | ------------- | ------------- |
| Szerb               | 208           | 237           |
| Bosnyák             | 1             | 0             |
| Horvát              | 334           | 22            |
| Jugoszláv           | 2             | 0             |
| Egyéb               | 14            | 4             |
| Összesen            | 559           | 263           |

## Története
A település határában talált régészeti leletek tanúsága szerint a terület már az őskor óta lakott.
Az egykor horvát többségű, de vegyes lakosságú település 1878-ig tartozott az Oszmán Birodalomhoz. Ekkor a berlini kongresszus határozata alapján az Osztrák-Magyar Monarchia része lett. 1879-ben az első osztrák-magyar népszámlálás során a Brodi járáshoz tartozó településnek 51 háztartása, 127 ortodox és 176 római katolikus lakosa volt. 1910-ben a Brodi járáshoz tartozó településen 103 háztartást, 236 ortodox és 416 római katolikus találtak. A monarchia szétesésével 1918-ban előbb a Szerb-Horvát-Szlovén Királyság, majd 1929-től a Jugoszláv Királyság része lett. 1921-ben a Brodi járáshoz tartozó településnek 646 lakosa volt, közülük 230 ortodox és 416 római katolikus volt. Az 1929-es törvény értelmében, amikor Bosznia-Hercegovinát négy banovinára, Drinskára, Vrbaskára, Zetskára és Primorskára osztották, a település a Vrbaska banovina (Orbászi Bánság) része lett, amelynek székhelye Banja Luka volt. 1939-ben a közigazgatás átszervezésével a Hrvatska banovina (Horvát Bánság) része lett.
A második világháborúban Jugoszlávia megszállása után a Független Horvát Állam (NDH) része lett. A második világháború után 1992-ig a település a szocialista Jugoszlávia keretében a Bosznia-Hercegovinai Népköztársaság része volt. A boszniai háború idején a falu horvát lakosságát elüldözték. A boszniai háborút lezáró daytoni békeszerződés rendelkezése alapján az ország területét felosztották a Bosznia-hercegovinai Föderáció és a boszniai Szerb Köztársaság között. A békeszerződés utáni területmegosztási megállapodás értelmében a település a Boszniai Szerb Köztársasághoz került. 

## Nevezetességei
- Grčansko Polje – őskori település maradványai. Egy széles dombhát felszíni részén kerámiatöredékek és megmunkált kövek találhatók, melyek között obszidiánok is voltak. A leletek részben paleolit telepre, illetve késő bronzkori és kora vaskori településre utalnak.[4]

- A Szentháromságnak szentelt római katolikus kápolnája a žeravaci plébánia filiája.